# Linia kolejowa 78 Aszód – Balassagyarmat – Ipolytarnóc
Linia kolejowa Aszód – Balassagyarmat – Ipolytarnóc – linia kolejowa na Węgrzech. Jest to linia jednotorowa, w całości niezelektryfikowana. Łączy Aszód z Balassagyarmat i Ipolytarnóc.

## Historia
Linia została otwarta w 1896 roku.